# Slunjčica (patak)

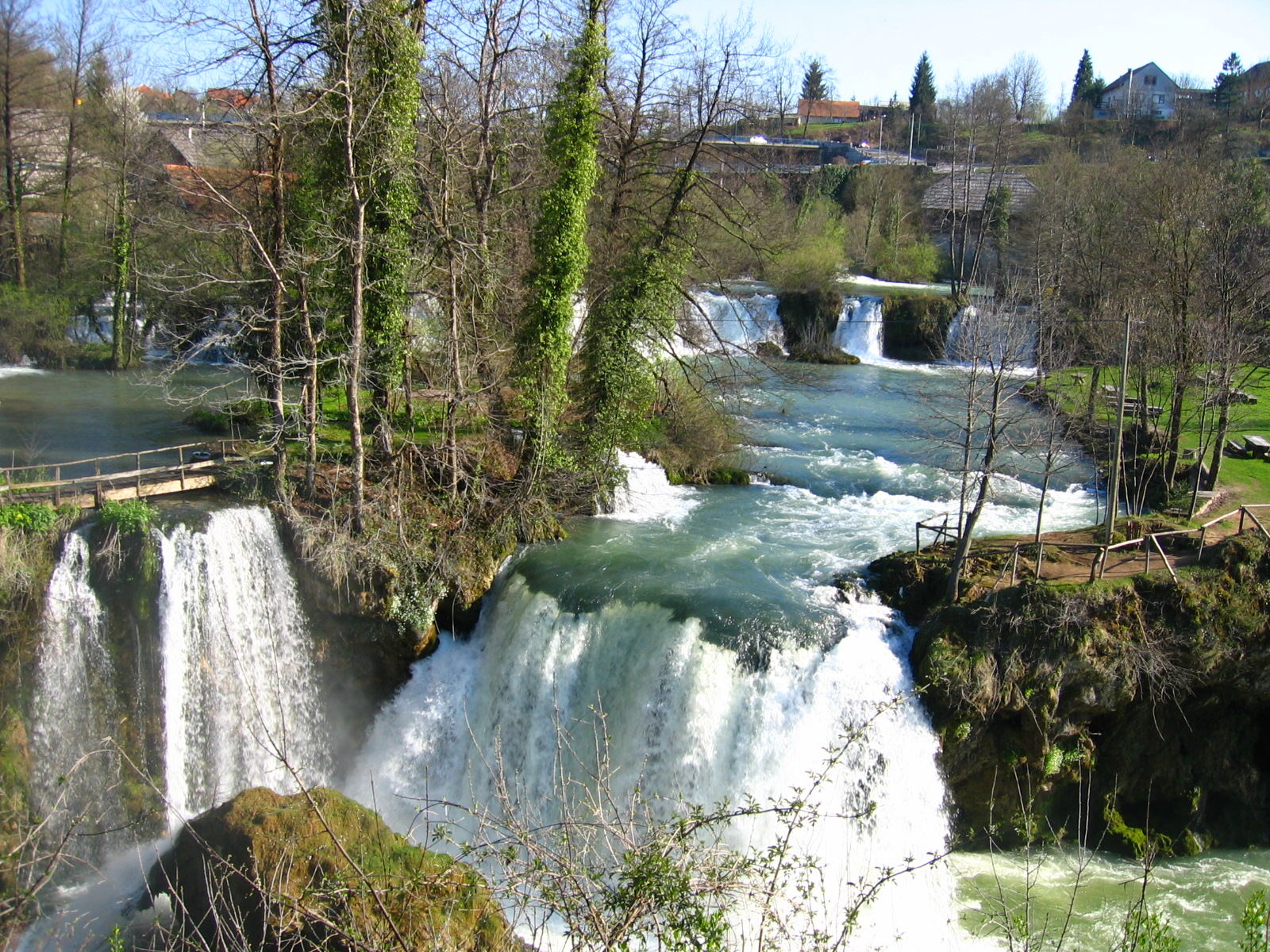
A Slunjčica koranai torkolata

A Slunjčica (más néven Slušnica) egy patak Horvátországban, a Kordun területén, a Korana bal oldali mellékvize.

## Leírása
A Slunjčica még Jesenica néven Likában, a Kis-Kapela-hegység masszívumában a Veliki Javornik hegycsúcs alatt ered, amely mindössze 6 kilométer után Lička Jesenica falu közelében eltűnik föld alatt. A folyó, mint sok más horvátországi karsztfolyó, ezután mintegy 20 km-t fut a föld alatt a karsztos kőzeten (mészkő) keresztül. Szluintól 6,5 km-re délre Slunjčicaként kerül ismét felszínre.
A Slunjčica a Szluinhoz tartozó Rastoke területén áramlik be a Koranába. Szluin város neve is erről a folyóról származhat. A Slunjčica és a Korana torkolatánál a folyó egy 500 m széles és 200 m hosszú travertínógátat épített. Ezt az impozáns mészkőréteget a magas kalciumtartalom hozza létre, amely a folyó földalatti folyása miatt halmozódik fel a vízben, és később a Rastoke település területén rakódik le. A travertínógát két szintet hoz létre. Alsó szintjén 23 vízeséssel, (amelyek 22-25 méter magasak) ömlik a Koranába. A gátat teljes hosszában számos kisebb vízesés és vízörvény szegélyezi.
Viszonylag rövid folyása miatt a felszínen a Slunjčica alacsonyabb hőmérsékletű, mint a közeli Korana. A víz hőmérséklete télen 6,5 °C és 7 °C között van, nyáron legfeljebb 16 °C. Nyáron a Korana maximális hőmérséklete 28 °C körül mozog. Ha a levegő a víz hőmérséklete alá hűl Rastokét egy titokzatos ködfátyol lepi be és a környező fákat harmat borítja. A folyó a környező falvak számára is ivóvíznyerőhely. A folyó a pisztráng élőhelye.

## Fordítás
Ez a szócikk részben vagy egészben  a   Slunjčica című német Wikipédia-szócikk ezen változatának fordításán alapul.  Az eredeti cikk szerkesztőit annak laptörténete sorolja fel. Ez a jelzés csupán a megfogalmazás eredetét és a szerzői jogokat jelzi, nem szolgál a cikkben szereplő információk forrásmegjelöléseként.